# 김영란 (법조인)
김영란(金英蘭, 1956년 11월 10일~)은 서울가정법원의 부장판사, 대법원의 대법관 등을 지낸 대한민국의 법조인(판사 출신의 변호사)이자 대학 교수 겸 교육인이다.
국민의 정부 시대에 서울가정법원의 부장판사 등을 지냈다. 그 후 참여 정부 시절이던 2004년 8월, 최종영 대법원장 제청으로 대법관에 임명돼 차기 정부 때였던 2010년 8월까지 재직했다. 이는 대한민국 사법사 최초의 여성 대법관이었다. 그리고 훗날 제3대 국민권익위원장으로서 청탁접대금지법 초안을 마련했다.

## 생애
1956년 11월 10일 부산에서 태어났다. 1975년 경기여자고등학교를 졸업하였다. 1978년 제20회 사법시험에 합격하였고 1979년 서울대학교 법대를 나온 그녀는 어린 시절부터 문학을 좋아했고 대학교 1학년 때 쓴 단편소설이 '서울대'라는 교지에 실리기도 했다. 법조인 강금실, 조배숙 등이 대학 시절 친구였다. 사법연수원생 시절 서울지방검찰청 검사시보로 일하게 되었을 때 서울지방검찰청에서 검사 생활을 하던 강지원을 만났고 후에 결혼하였으며 강지원과의 사이에 딸 둘을 두었다.
국민권익위원회 위원장 시절 '부정청탁 및 금품등 수수의 금지에 관한 법률'을 제안하여 2012년 8월 입법 예고하였다. 국민권익위원회의 위원장을 맡던 중 2012년 남편인 강지원 변호사의 대선 출마와 함께 국민권익위원회 위원장직을 사퇴했다. 강지원은 2004년 김영란이 대법관에 임용되었을 때 '외조 전념을 위해' 법률사무소 대표변호사직 사퇴와 함께 일체의 시사방송프로그램 진행도 중단했었다. 2014년에 한국YWCA연합회가 선정한 제12회 한국여성지도자상 대상을 수상하였다.

### 판사 활동
서울민사지방법원, 서울가정법원, 서울지방법원 동부지원, 부산지방법원, 수원지방법원, 서울지방법원 남부지원 등에서 판사 생활을 하였다. 1991년 서울고등법원 판사가 되었고, 1993년에는 대법원 재판연구관이 되어서 5년간 재판연구관으로 근무하였으며, 1998년 수원지방법원 부장판사가 되었다.
이후 1999년 3월 서울가정법원 부장판사, 2001년 2월 서울지방법원 부장판사, 2003년 2월 대전고등법원 부장판사로 재직하다가 2004년 7월 23일 최종영 대법원장에 의해 대법관에 제청되었다.
참여연대 사법감시센터는 이 결정이 4명의 후보자 가운데 여성이면서 가장 나이가 적음에도 불구하고 김영란을 신임 대법관으로 제청했다는 점에서 대법원의 변화를 보여주고 있다고 평가했다.
김영란이 대법관으로 제청된 것은 8년 선배들을 건너 뛴 파격 인사였다.
이 제청 직후 강병섭(사시 12회) 서울중앙지법원장과 이영애(사시 13회) 춘천지법원장이 사표를 제출했다. 강병섭은 대법관 제청 과정과 법원에 대한 시민단체의 영향력을 우려하는 발언을 통해 김영란이 대법관으로 제청된 것을 우회적으로 비판했다.

### 대법관
2004년 8월 11일에 대법관 임명을 위한 국회 인사청문회가 있었다. 이 자리에서 김영란은 사형제와 호주제의 폐지에 적극적으로 찬성하는 등 기존 대법관들에 비해 진보적인 입장을 보였다. 또 자녀가 부계 성을 따르는 것이 남녀 평등에 어긋나는지에 대한 질문에 "법 감정의 측면을 고려해야 하지만, 세계적인 추세나 생물학적 연구 결과는 그렇다"고 답했다. 교육 측면에서는 공교육이 사회 발전에 기여한 점은 인정하면서도 다양성이 부족한 면이 있다며 자신이 자녀를 대안학교 보낸 이유를 설명했다.
김영란은 주한미군지위협정(SOFA)에서 나타나는 한미관계에 대해 재정립이 필요하다는 의견을 보였다. 국가보안법에 대해서는 자신이 전문적이지 못하다며 폐지에 대한 뚜렷한 입장을 밝히지 않았다.
2004년 8월 23일 국회는 김영란 대법관 후보에 대한 임명안을 통과시켰다. 이로 인해 김영란은 대한민국에서 최초의 여성 대법관이 되었고, 1982년 이후 22년만에 40대 대법관이 되었다. 사법연수원 11기 김영란은 대법관 임명 당시 만 48세의 젊은 여성으로, 사법연수원 2, 3기 출신들이 거론되던 대법관 자리에 60여 명의 선배들을 제치고 임명되었기 때문에 이 인사는 파격적인 것이었다.
김영란은 인사 청문회에서는 사형제 폐지에 찬성했으나, 2006년 살인죄로 기소된 피고인에 사형을 선고했다. 또 환경권을 이유로 공사를 중지할 수 없다는 기존의 판례를 그대로 따라 천성산 터널공사 중단 가처분 신청을 기각했다.

### 국민권익위원회 위원장
2011년 10월 27일(현지시간), 김영란은 남아프리카공화국 수도 프리토리아에서 툴리 마돈셀라 국민권익보호원장을 만나 양 기관 간 우호협력 방안에 대해 협의했다.

#### 김영란법 제정
일명 '김영란법'으로 명명된 《부정청탁 및 금품등 수수의 금지에 관한 법률》안은 2년 반이라는 오랜 논의를 거쳐 2015년 1월 8일 국회 정무위원회를 통과하였으며 같은 해 3월 3일에 국회 본회의를 통과하여 1년 6개월의 유예기간을 거친 후 2016년 9월 28일부터 시행된다.

### 교수 활동
대법관 퇴직후에 변호사 개업을 하지 않고 2010년 10월 서강대학교 법학전문대학원 석좌교수로 임용돼 교육자로서의 삶을 시작하게 되었다.
2019년 1월 서강대학교 법학전문대학원 석좌교수에서 퇴직하였다.
2019년 8월 아주대학교 법학전문대학원 석좌교수로 임용되었다.

## 평가
여성 법조계의 상징적 인물로 꼽힌다. 차분하고 온화한 성품과 뛰어난 재판 능력으로 법조계에서 신망이 두텁다는 평가이다. 대법관으로 재직하면서 여성 등 사회적 약자와 소수자의 권리를 신장하고 국민의 기본권 보호를 위해 노력했다는 평가를 받았다. 여성의 종중원 자격을 인정하고 학교의 종교행사 참여 강요가 종교의 자유를 침해한다는 의견을 냈다. 또 사형제와 호주제에 반대했고 양심적 병역거부자에 대한 대체복무제 도입에 찬성했다. 서울특별시 종로구 선거구에서 첫 여성 선거관리위원장으로 선임되기도 했다. 두 딸은 모두 대안학교(인성 특성화 학교) 출신인데, 두 딸을 대안학교에 보낸 이유에 대해 김영란은 부부가 전형적인 엘리트 교육을 받은 사람들이라서 아이들은 자유로운 학교에 보내서 개성을 살려주고 싶었기 때문이라고 말했다.

### 대법관으로서의 평가
김영란을 비롯한 5명의 진보적 대법관들은 13명의 대법관이 모두 모이는 전원합의체에서 보통 소수자를 배려하거나 진보 성향의 의견을 냈지만, 대법관 4명으로 이뤄진 소부(小部)에서는 기존 판례와 법이론을 벗어나지 못한 판결이 대부분이었다는 평가를 얻었다. 김영란은 진보적 대법관들과 다른 대법관들을 연결해주는 다리 역할을 했다는 분석이 있다.

#### 독수리 5형제
김영란은 대법원 내에서 뚜렷한 진보적 색채를 내는 판결들을 보이며 박시환, 김지형, 이홍훈, 전수안 등의 대법관들과 함께 '독수리 5형제'라고 불리기도 했다. 특히 중앙일보의 분석에 따르면, 검사 출신인 안대희 대법관과는 분석에 사용된 판결에서 만장일치를 보인 것을 제외한 18건의 판결 중 16건에서 반대 의견을 내는 모습을 보였다.
김영란은 전원합의체에서 상지대 임시 이사의 이사 선임의 적법성을 주장했고, 울산 북구청장의 전국공무원노조 불법파업 참가자에 대한 승진을 울산시장이 취소한 것은 재량권의 남용이라고 하는 등 진보적인 의견들을 냈다. 삼성 에버랜드 사건에서는 전환사채 발행이 유죄라고 주장하기도 했다.

## 주요 판결

### '왕따' 사건
2003년 '왕따' 학생이 대전시와 가해학생 가족 등을 대상으로 낸 손해배상 청구 소송에서 김영란이 이끄는 재판부는 "왕따 당한 학생 측도 원인제공 등 50%의 책임이 있다"는 1심을 깨고, "학교는 어느 조직보다 약자에 대한 보호와 배려가 절실히 필요한 곳"이라면서 "피고들은 1억1천6백여만원을 배상하라"면서 원고 일부 승소판결을 내렸다.

### 상지대 이사 선임 사건
상지대학교에 파견된 임시이사가 정이사를 선임한 사건에 대해, 다수의 대법관들은 구 재단측의 이사들이 사립학교의 정체성을 대변한다며 구 재단측의 손을 들어주었고, 김영란을 비롯한 소수의 대법관들은 적법한 절차에 의해 임명된 임시이사들이 정이사를 선임한 것은 당연하다는 의견을 냈다. 당시 이에 대해 보수 진영에서는 사학 자주성을 찾았다며 반겼고, 진보 진영에서는 비리 사학에 대한 견제가 어려워졌다며 우려를 표시했다.

### 삼성 에버랜드 전환사채 저가 배정 사건
1996년 12월 삼성 에버랜드가 전환사채를 헐값에 발행해 이재용을 제외한 97%의 주주가 전환사채를 인수 직후 실권함으로써 이재용이 집중적으로 전환사채를 가질 수 있었던 사건에 대해, 김영란 등 5명의 소수 대법관들은 주주배정이 아닌 제3자 배정으로 회사가 손해를 입었다며 허태학과 박노빈에게 유죄를 주장했다. 하지만 6명의 다수 대법관들은 형식적으로 주주 배정방식을 취했기 때문에 이는 무죄라고 주장했고, 결국 1, 2심의 판결을 뒤집고 허태학과 박노빈에게 무죄가 선고되었다.

## 학력
- 경기여자고등학교 졸업
- 서울대학교 법과대학 법학 학사
- 서울대학교 법과대학원 법학 석사(학위논문명 : 법학에 있어서의 Topik적 방법에 관한 연구)

## 경력
- 1978년: 제20회 사법시험 합격
- 1981년: 사법연수원 수료, 서울민사지방법원 판사
- 1998년 2월 ~ 1999년 3월: 수원지방법원 부장판사
- 1999년 3월: 서울가정법원 부장판사
- 2000년: 사법연수원 교수
- 2001년 2월 ~ 2003년 2월: 서울지방법원 부장판사
- 2001년: 여성부 남녀차별개선위 비상임위원, 서울 종로구 선거관리위원장
- 2003년 2월 ~ 2004년 8월: 대전고등법원 부장판사
- 2004년 8월 ~ 2010년 8월: 대법관
- 2010년 10월 ~ 2019년 1월: 서강대학교 법학전문대학원 석좌교수
- 2011년 1월 ~ 2012년 11월: 국민권익위원회 위원장[15]
- 2018년 4월 ~ 2018년 8월: 대입 개편 공론화위원회 위원장[23]
- 2019년 4월 ~ 2023년 4월: 제7기 대법원 양형위원회 위원장
- 2019년 8월 ~ : 아주대학교 법학전문대학원 석좌교수

## 가족
- 남동생: 김문석[24]
- 남편: 강지원

## 공저
- 김두식·김영란. 《이제는 누군가 해야 할 이야기》. 쌤앤파커스. 2013년. ISBN 9788965701439

## 상훈
- 2010년: 청조근정훈장, 자랑스러운 경기인
- 2014년: 제12회 한국여성지도자상 대상